# Атанас Константинов
Атанас Илиев Константинов е български политик от БКП.

## Биография
Роден е на 8 юни 1938 г. в София. През 1961 г. завършва Московския инженерно-строителен институт „В. Куйбишев“. От 1963 г. е член на БКП. След завършването си работи като технически ръководител в ДСО „Заводски строежи“. От 1965 до 1970 г. работи в Техноекспортстрой, където ръководи строителни обекти в Тунис и Ирак. През 1970 г. започва работа като инструктор в отдел „Промишленост“. Бил е секретар на Окръжния комитет на БКП в София. Известно време е началник на Окръжното строително управление и съветник на министъра на строителството и архитектурата. От 1979 до 1981 г. е председател на Изпълнителния комитет на Окръжния народен съвет в София, както и член на Бюрото на Окръжния комитет на БКП. От 1981 до 1986 г. е заместник-завеждащ отдел „Организационен“ при ЦК на БКП, а от 1986 г. е първи заместник-завеждащ на отдела.. Между 1981 и 1986 г. е кандидат-член на ЦК на БКП, а от 1986 до 1990 г. и член на ЦК на БКП.